# Euptychia jesia
Euptychia jesia är en fjärilsart som beskrevs av Butler 1869. Euptychia jesia ingår i släktet Euptychia och familjen praktfjärilar. Inga underarter finns listade i Catalogue of Life.